# Huacaloma
Huacaloma est un site archéologique situé dans la ville de Cajamarca, capitale de la province et du département éponymes dans les hautes terres du nord du Pérou, à environ 2 710 m d'altitude. 
À l'origine distant de 3,5 km au sud-est du centre historique de la ville de Cajamarca, il est actuellement enclavé dans ses faubourgs.
Le site a été fouillé et étudié par les archéologues japonais de la mission de l'Université de Tokyo, au cours de cinq campagnes, en 1979, 1982, 1985, 1988 et 1989.
Malheureusement, une grande partie de cet important site archéologique a été occupée et il est nécessaire que des projets soient menés pour sa récupération.

## Histoire
L'ancienneté du lieu est estimée entre 1500 av. J.-C. et 1000 av. J.-C., c'est-à-dire qu'il appartient à la période dite "formative". 
D'après les archéologues, c'était une colonie de potiers dont le développement a eu lieu en deux étapes clairement reconnaissables : le Huacaloma ancien et le Huacaloma tardif auxquelles s'ajoutent deux phases plus hypothétiques liées à la culture Layzón.
La séquence établie par les fouilles a donc conduit à la définition de quatre phases:
1. Début Huacaloma (1500 à 1000 av. J.-C.)
2. Fin Huacaloma (1000 à 550 av. J.-C.)
3. EL pour Early Layzón (550 à 250 av. J.-C.)
4. Layzón (250 à 50 av. J.-C.)

À l'heure actuelle, des projets sont menés pour récupérer une grande partie du complexe qui, malheureusement, est occupé depuis plus de vingt ans. Visiter les lieux est une bonne opportunité pour encourager le tourisme archéologique dans ce quartier de la ville et ne pas perdre une partie du patrimoine national.

### Début de Huacaloma
Dans cette période primordiale (1500 à 1000 av. J.-C.), presque tout le complexe a été construit. Il s'agit de bâtiments en pierre volcanique, enduits d'argile crème blanchâtre. C'est la caractéristique prédominante des bâtiments de Huacaloma, on pense donc que la majeure partie du complexe a été construite au cours de cette première étape. Il n'y a pas encore de bâtiments résidentiels, on pense donc que le lieu aurait été construit principalement à des fins cérémonielles et rituelles, un fait étayé par l'existence de temples dans l'espace archéologique. 
Une caractéristique importante, est la présence de foyers rituels. Dans une enceinte rectangulaire de 5,5 × 3,9 m se place un foyer central, un sol bien aplani sans cheminée souterraine, mais enduit d'une fine couche d'argile. Ce sont des enclos évidemment construits à des fins cérémonielles et rituelles, aucun bâtiment résidentiel n'ayant été trouvé. Des restes de céramique très simples ont également été trouvés, tant dans la forme que dans la décoration, mais ce sont les plus anciens exemples trouvés dans les hautes terres du nord du Pérou.
Au cours de la première période, des preuves de foyers ont été enregistrées, ainsi que des restes de céramique qui montrent que l'activité poterie de Huacaloma est à ses débuts. Des cheminées, suggèrent que les habitants du lieu, comme ceux de Kotosh, ont associé leur culte à la présence de grands foyers ce qui semble cohérent avec une activité de céramiste.

### Fin de Huacaloma
La deuxième étape du complexe de Huacaloma (1000 à 550 av. J.-C.) est caractérisée par des enduits de plâtre jaune. Les bâtiments dont une pyramide ont été construits avec des pierres de taille par-dessus l'ancienne ville de la phase précédente. Les édifices de cette deuxième occupation ont ensuite été détruits et recouvert par les constructions de la culture Layzón qui s'est installée à cet endroit, culture postérieure dont on sait encore peu de chose en l'état des recherches.
Les enceintes précédentes ont été ensevelies sous la terre jaune et au moins trois plates-formes étaient construites par-dessus. Les bâtiments de la plate-forme supérieure étaient apparemment ornés de peintures murales, principalement de conception géométrique, bien que des motifs de félins, d'oiseaux et de serpents soient également observés. Ils sont polychromes, ayant utilisé jusqu'à sept couleurs: noir, blanc, jaune, vert, bleu, marron et gris. 
Une structure de 108 × 120 m de 8 m de hauteur, commandée par un escalier de 10 m de large. Trois monolithes représentant des êtres humains accroupis ont également été trouvés, similaires à ceux de Kuntur Wasi. En ce qui concerne la céramique, dans cette phase, la variété des types, des formes et de la décoration s'est accrue. Elle présente des caractéristiques communes avec les céramiques de Pacopampa, Cerro Blanco, Kuntur Wasi et certains sites de la moyenne vallée du fleuve Jequetepeque, ce qui suggère que son style s'étendait principalement aux hautes terres du nord du Pérou.
Huacaloma a fini par être abandonné vers 550 av. J.-C. Le site a ensuite été occupé par la culture Layzón, qui a complètement détruit l'architecture cérémonielle précédente, transformant Huacaloma en un complexe d'habitation, bien que la tradition des foyers rituels se soit poursuivie pendant un certain temps.